# Самооценяване
Самооценяване (самооценка/самопреценка) (на английски: Self-assessment) E-Learning: A Guidebook of Principles, Procedures and Practices дава следното кратко описание – в контекста на образованието, самооценяването представлява оценката на учащите за техния собствен труд.

## Синоними и сродни понятия
self-evaluation, self-monitoring
assessment: оценяване
computer-based assessment: компютърно базирано оценяване (оценяване посредством компютър)
diagnostic assessment: диагностично оценяване
formative assessment: текущо оценяване
peer assessment: оценяване от колега
online assessment: онлайн оценяване
remote assessment: дистанционно оценяване
summative assessment: обобщаващо оценяване

## Същност на самооценяването
Решенията за поставяне на самооценка могат да бъдат взети от обучаемите на базата на техните собствени есета, доклади, проекти, презентации, действия, дисертации и дори резултати от положени изпити. Самооценяването може да бъде много полезно за подпомагане способността на учащите да анализират своята собствена работа и да формират преценки за нейните слаби и силни страни. По очевидни причини, този вид оценяване е част най-вече от текущото оценяване, а не от обобщаващото, при което се изисква проверка и поставяне на оценка от някой друг.
Самооценяването може да бъде един от начините за оценка на продукта от ученето, но само по себе си то е учебен процес.
Включването на обучаемите в процеса на оценяване е важна част от пропорционалното оценяване. Като партньори в процеса на обучение, те придобиват по-добра представа за себе си като читатели, писатели и мислители.
Когато обучаемите осмислят какво са научили и как са го научили, те могат да открият средства за по-ефективно учене.

## Цели
Учащите имат нужда да изследват своята работа и да помислят с какво се справят наистина добре и в кои области им е необходима помощ. Веднъж осмислили своето учене, те са готови да си набележат нови цели. Работейки за постигането им, обучаемите трябва да бъдат окуражавани периодично в процеса на обучение да отразяват своята работа. Учащите, които по-често сами оценяват своя труд, стават по-съзнателни в ученето, способни са да прилагат своите знания и подходи в нови области за обучение.

## Интересни статии по темата
```
Понеже самооценката е нова и непозната за повечето учащи, преподавателите могат да предложат стратегии, които да подпомогнат развитието на способностите на обучаемите да оценят собствения си труд. Следващата статия разглежда въпроса как се прави една самопреценка.
```

 Архив на оригинала от 2009-02-11 в Wayback Machine.
```
В тази статия самооценяването се разглежда като начин да се подобри обучението на учащия чрез умения за оценяване и критична преценка на обучаемите.
```

 Архив на оригинала от 2008-01-10 в Wayback Machine.
```
Масачузетският отдел на образованието представя Инструментариум за технология за самооценяване, разработена от държавните училища в Бостън.
```

```
Отделът за начално и средно образование в Мисури представя обширна статия, свързана със самооценяването, в резултат от две годишно участие в процеса по постоянен контрол на усъвършенстването.
```

 Архив на оригинала от 2006-10-03 в Wayback Machine.
```
Това ръководство на български език има за цел да предостави практически набор от ръководства за оценка на професионалната компетентност в центровете за обучение и училищата. Разгледани са темите, свързани с въвеждане в процеса на самооценка, подготвителната му фаза и процеса по самото поставяне на една такава оценка.
```